# Powiat Wiener Neustadt
Powiat Wiener Neustadt (Land), Powiat Wiener Neustadt (niem. Bezirk Wiener Neustadt-Land, Bezirk Wiener Neustadt) – powiat w Austrii, w kraju związkowym Dolna Austria, w rejonie Industrieviertel. Siedziba powiatu znajduje się w mieście statutarnym Wiener Neustadt, które do powiatu nie należy i oddziela dwie jego części.

## Geografia
Powiat Wiener Neustadt-Land graniczy: na północy z powiatem Baden, na północnym zachodzie z powiatem Lilienfeld, na zachodzie z powiatem Neunkirchen, na południu z powiatami Hartberg (Styria) i Oberwart i na wschodzie z powiatami Oberpullendorf, Mattersburg i Eisenstadt-Umgebung (cztery ostatnie w Burgenlandzie).
Zachodnie krańce powiatu leżą w Gutensteiner Alpen, północne w Lesie Wiedeńskim, południowe leżą zaś w regionie Bucklige Welt.

## Podział administracyjny
Powiat podzielony jest na 35 gmin, w tym dwie gminy miejskie (Stadt), 19 gmin targowych (Marktgemeinde) oraz 14 gmin wiejskich (Gemeinde).
| Miasta 1. Ebenfurth (3142) 2. Kirchschlag in der Buckligen Welt (2801) Gminy targowe 1. Bad Erlach (3222) 2. Bad Fischau-Brunn (3560) 3. Bromberg (1185) 4. Felixdorf (4502) 5. Gutenstein (1272) 6. Hochneukirchen-Gschaidt (1633) 7. Krumbach (2410) 8. Lanzenkirchen (4277) 9. Lichtenwörth (2893) 10. Markt Piesting (3145) 11. Pernitz (2488) 12. Schwarzenbach (927) 13. Sollenau (5452) 14. Theresienfeld (4189) 15. Waldegg (2031) 16. Wiesmath (1546) 17. Winzendorf-Muthmannsdorf (1860) 18. Wöllersdorf-Steinabrückl (5008) 19. Zillingdorf (2167) | Gminy 1. Bad Schönau (742) 2. Eggendorf (5084) 3. Hochwolkersdorf (1001) 4. Hohe Wand (1472) 5. Hollenthon (977) 6. Katzelsdorf (3213) 7. Lichtenegg (1057) 8. Matzendorf-Hölles (2125) 9. Miesenbach (647) 10. Muggendorf (512) 11. Rohr im Gebirge (432) 12. Waidmannsfeld (1554) 13. Walpersbach (1232) 14. Weikersdorf am Steinfelde (1096) |
| (stan liczby mieszkańców 1 stycznia 2023) | |

## Transport
Przez teren powiatu przebiega autostrada południowa, droga ekspresowa S4, drogi krajowe: B17 (Wiener Neustädter Straße), B21 (Gutensteiner Straße, z B21a), B54 (Wechsel Straße), B55 (Kirchschlager Straße) i B60 (Leitha Straße). Główną linią kolejową jest linia Wiedeń - Graz.